# Suzanne Juyol
Suzanne Juyol (París, 1 de gener de 1920 - ibidem, 20 de juliol de 1994) fou una cantant d'òpera francesa, la soprano dramàtic més destacada de la seva època a França.
Suzanne Juyol va estudiar al Conservatori de París i va fer el seu debut professional al Palais Garnier en 1942, fent el paper de Margared en Le Roi d'Ys d'Édouard Lalo, interpretant a continuació Pénélope de Fauré, Ariadne de Dukas, Marguerite en La Damnation de Faust de Berlioz i Faust de Gounod. El seu debut a l'Opéra-Comique va tenir lloc en 1946, fent el paper de Charlotte de Werther de Jules Massenet. Altres òperes que va interpretar van ser Carmen de Bizet, Tosca de Puccini, el paper de Santuzza en Cavalleria rusticana de Mascagni, entre d'altres.
Va fer el seu debut al teatre d'Òpera de Montecarlo en 1947, i a partir d'aquell moment va començar a cantar papers d'òperes de Wagner, com ara Kundry, les dues Brunhildes i Ortrud. El seu èxit va fer que fos convidada en 1951 a cantar al Staatsoper Unter den Linden de Berlín l'òpera Tristan und Isolde de Wagner, amb Max Lorenz.
Al Gran Teatre del Liceu de Barcelona va cantar Le Roi d'Ys en gener de 1949.
Just quan la seva carrera internacional arribava al punt més alt, Suzanne Juyol es va retirar dels escenaris en 1960, amb només 40 anys. Va estar casada amb Victor Serventi, un professor de cant de l'Òpera de París.

## Enregistraments (selecció)
- 1951 - Bizet - Carmen - Suzanne Juyol, Libero de Luca, Janine Micheau, Julien Giovanetti - Cors i Orquestra de l'Opéra-Comique, Albert Wolff - DECCA
- 1953 - Massenet - Werther - Charles Richard, Suzanne Juyol, Agnes Léger, Roger Bourdin - Cors i Orquestra de l'Opéra-Comique, Georges Sébastian - URANIA